# 韩伯禄

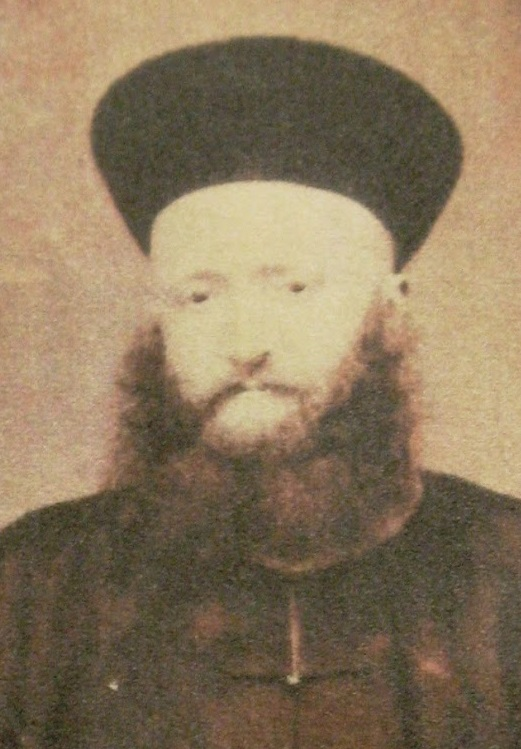
韩伯禄

韩伯禄（法語：Pierre Marie Heude，1836年—1902年）是一名法国耶稣会传教士和动物学家。

## 生平
出生在伊勒-维莱讷省富热尔。1856年进入耶稣会，在1867年祝圣为神职人员。他1868年到中国。在随后的几年，他把自己的时间和精力都用于东亚自然史研究，广泛旅游于中国和东亚其他地区。
他研究关注的第一批成果是软体动物：1876年—1885年他的《Conchyliologie fluviatile de la province de Nanking (et de la Chine centrale)》10卷书发表在巴黎，他的《Notes sur le mollusques terrestres de la vallée du Fleuve Bleu》可在《Mémoires concernant l'histoire naturelle de l'Empire Chinois》中找到第一册。
1882年在上海徐家汇创立耶稣会。后来，他研究哺乳动物。随着他的标本不停的收集，1868年在他的帮助下，在徐家汇成立自然历史博物馆，其在中国尚属首次，他一直持续科学工程直到去世于徐家汇。后来广为人知成为上海震旦博物馆昆虫部。但1953年成为中国科学院资产。2004年开辟为上海昆虫博物馆。